# Hybotettix camelus
Hybotettix camelus är en insektsart som beskrevs av Luc A. Devriese 1991. Hybotettix camelus ingår i släktet Hybotettix och familjen torngräshoppor. Inga underarter finns listade i Catalogue of Life.